# Puščica (ozvezdje)
Puščica (latinsko Sagitta) je ozvezdje severne nebesne poloble in tretje najmanjše od 88 sodobnih ozvezdij, ki jih je priznala Mednarodna astronomska zveza. Manjši ozvezdji sta le Žrebiček in Južni križ. Bilo je tudi eno od Ptolemejevih 48 ozvezdij. Nahaja se malo severneje od nebesnega ekvatorja in je vidno skoraj s celotne Zemlje, razen znotraj južnega tečajnika.

## Znana nebesna telesa v ozvezdju

### Zvezde
- Šam (α Sge) [Alsahm], rumena orjakinja spektralnega razreda G1 II, navidezni sij 4,37m, oddaljenost od Sonca 610 sv. l. Skupaj z β Sge tvori asterizma perje kopjišča ali dvozobo puščico, ki so jo nekdaj uporabljali v rimski vojski.
- β Sge, G8 II, 4,37m.
- γ Sge, hladna orjakinja (K5 III, 3,51m), oddaljenost od Sonca 274 sv. l. Skupaj z δ Sge in ε Sge tvori kopjišče.
- δ Sge, verjetno navidezno dvozvezdje, M2II/B6, 3,68/3,80m, 448 sv. l.
- ε Sge, večkratna zvezda (4 komponente, komponenta B je optična), G8 IIIvar, 5,66m, 473 sv. l.
- η Sge, K2 III, 5,1m, 162 sv. l. Pripada gibajoči skupini Hijad.
- 15 SGe, dvozvezdje, primarna komponenta je rumena pritlikavka (zvezda G V), podobna Soncu, sekundarna pa rjava pritlikavka. 15 SGe B je prva rjava pritlikavka v sistemu s Soncu podobno zvezdo, odkrita neposredno. 15 SGe A je spektralnega razreda G1V (Sonce G2V), podobne mase kot Sonce, polmera 1,1 Sončevega in izseva 1,3 Sončevega. 15 SGe so odkrili 7. januarja 2002. Na podlagi teoretičnih modelov hlajenja teles zelo majhne mase so ocenili njeno maso na 55 do 78 Jupitrovih. Zvezdi sta oddaljeni približno 14 a.e. Sistemu 15 SGe so 30. junija 1999 poslali sporočilo METI, ki ga bo doseglo februarja 2057.
- FG SGe, ena najbolj nenavadnih spremenljivk, nadorjakinja, leži v središču planetarne meglice He 1-5, ki jo je izvrgla pred nekaj tisoč leti. Njeni spektralni razredi so se močno spreminjali od B4 Ia leta 1955 do A5 Ia leta 1967, F6 Ia leta 1972 in do trenutnega K2 Ib. Leta 1900 je bil njen navidezni sij 13m, v šestdesetih letih je narasel do 9, in leta 1992 ter 1996 padel na 14 in 16m. Zvezda je verjetno v hitrem prehodu do stanja bele pritlikavke.
- HD 231701, rumeno-bela pritlikavka (zvezda F V), F8 V, 8,97m, 353 sv. l. Leta 2007 je Debra Fischer okrila planet b, podoben Jupitru, ki kroži okoli zvezde na razdalji 0,55 a.e.

Koordinati:  19h 50m 00s, +18° 40′ 00″